# Colline Saint-Eutrope
La colline Saint-Eutrope est située au centre de la commune d'Orange, dans le département français de Vaucluse en région Provence-Alpes-Côte d'Azur.
Elle en constitue l'un des points les plus hauts à 105 m soit 11% environ et domine le centre-ville en sa partie Nord, avec le théâtre antique en contrebas.
Le site, sur lequel se trouvent les vestiges de l'ancien château des princes d'Orange, s'étend sur 9,45 hectares, et est inscrit depuis 2007 à l'inventaire du patrimoine mondial de l'humanité par l'UNESCO.
La colline a également été classée à l'inventaire des sites classés au titre de l'environnement en 1935, sur une surface de 25 hectares.

## Géographie
« Du sommet de la colline, s’élevant à une centaine de mètres au-dessus de la plaine, et dominant la Ville d’Orange, la vue embrasse l’admirable paysage du Comtat jusqu’au-delà d’Avignon, et des Cévennes au mont Ventoux.
Enfin ses flancs plantés d’arbres forment un décor grandiose aux imposants vestiges romains, constituant dans leur ensemble un site dont la protection et la conservation s’imposent au premier chef. »
Un diagnostic archéologique réalisé en 1981 fait état de plusieurs zones sensibles attestant une occupation continue probable depuis l'époque protohistorique au moins jusqu'à la fin du XVIIe siècle.
Le site est occupé par la piscine municipale dite des Cèdres aujourd'hui à l'abandon, une aire de jeux, 4 espaces panoramiques, une statue monumentale de la vierge Marie et des vestiges de l'ancien château des Nassau.
En contrebas sur le flanc Est, le groupe secondaire collège et lycée Saint-Louis avec une ancienne carrière ; sur le flanc Ouest le cimetière Saint-Clément.
La reine Juliana des Pays-Bas y a planté un chêne le 29 juillet 1952.
Une table d'orientation est installée aux abords de la colline.

## Histoire

### Le château
Au XIIe siècle, Tiburge, fille du Comte Raimbaud de Nice, fit relever les murs antiques de la ville et rebâtir l'ancien "castrum Aurasice". Au 14e, les princes des Baux consolident donjon et remparts pour résister aux assauts des "grandes compagnies" qui dévastaient alors toute la Provence. La population se rassemble autour de la forteresse à l'intérieur d'une enceinte dont le périmètre est beaucoup plus restreint qu'à l'époque romaine.
Jean de Chalon ajoute dans les dernières années du siècle trois ailes au donjon, ce qui lui donne une forme carrée.

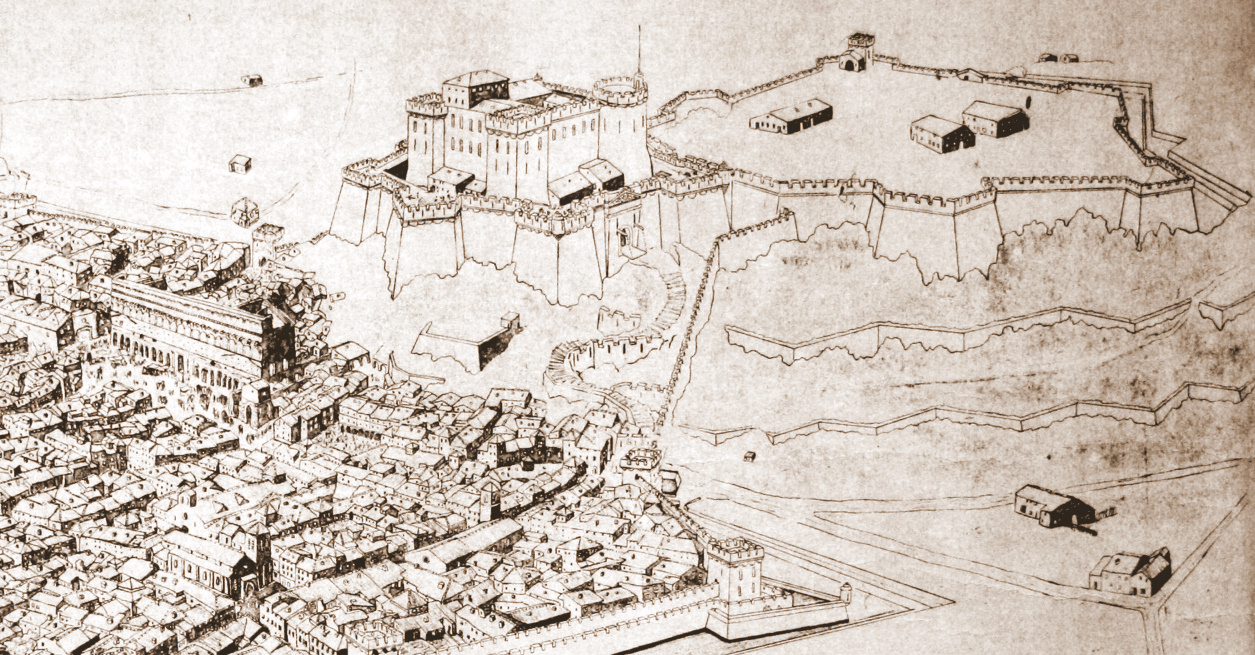
Le château au XVIIe siècle.

### La citadelle des princes
À l'époque moderne, "le château vieux" ayant subi des dommages dus aux guerres de religion, est entièrement remanié. De 1621 à 1624, Maurice de Nassau fait édifier sur les plans de l'architecte Servole une forteresse moderne, composée de trois parties : le donjon du 14e, la courtine et la Vignasse, une esplanade "capable, nous dit Joseph de la Pise, de contenir 10 000 hommes en bataille".

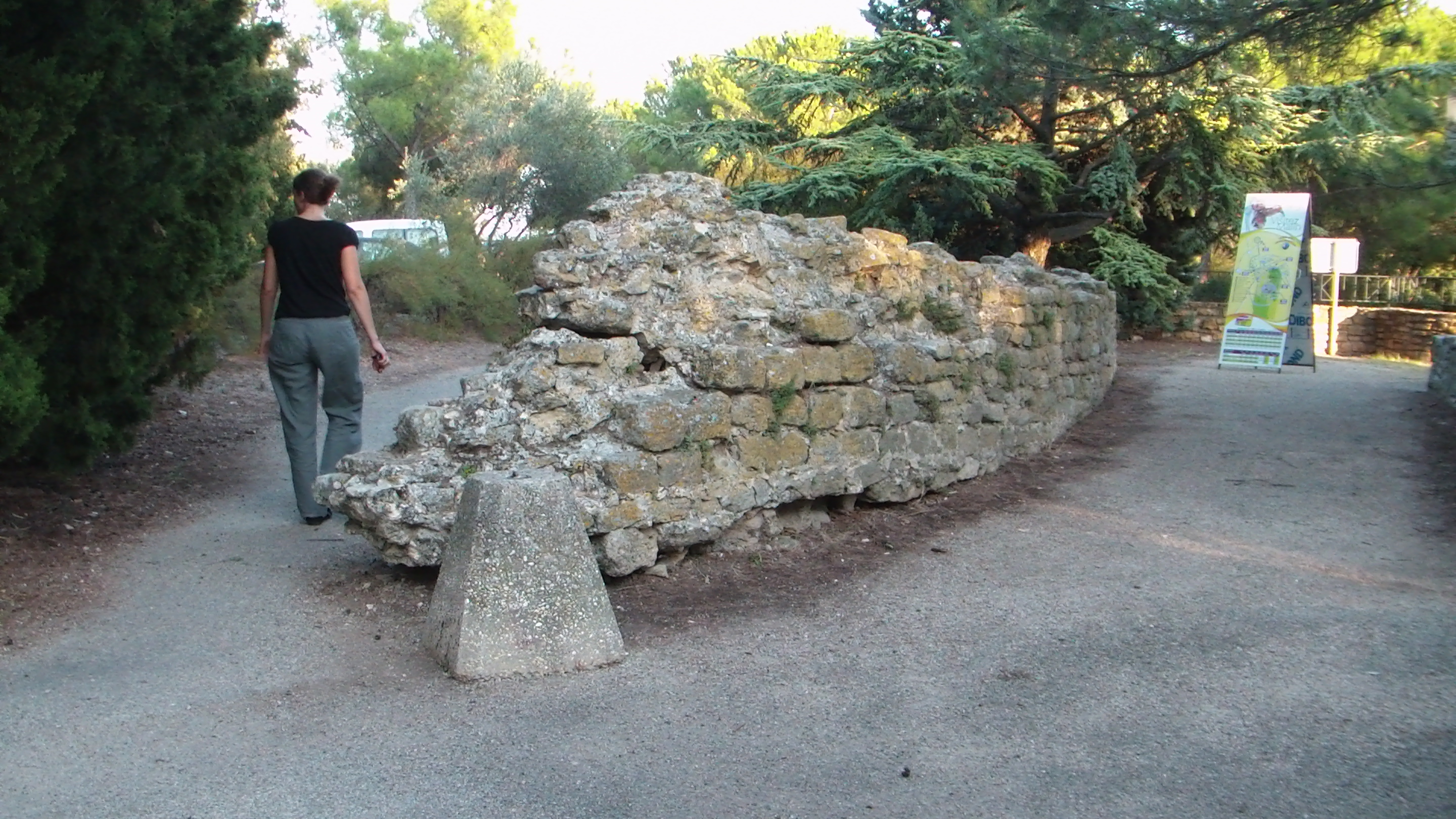
Les vestiges actuels de l'ancien château

La citadelle comprenant 11 bastions reliés par des courtines et des fossés, bâtie "de très bonne étoffe avec murailles d'une épaisseur extraordinaire" s'étend sur toute la colline; elle a "réputation d'une des meilleures places de la chrétienté". En représailles de l'attitude du jeune Guillaume III, prince d'Orange et "stathouder" de Hollande défendant les intérêts de sa nation et de la religion protestante, Louis XIV charge en 1672 le comte de Grignan de mettre le siège devant la citadelle et de la détruire. Il fallut utiliser de la poudre pour démolir ces murs énormes dont nous voyons aujourd'hui quelques vestiges sur la colline. En 1991, une campagne de fouilles a été effectuée pour étudier cet ensemble architectural et militaire.

## Photos

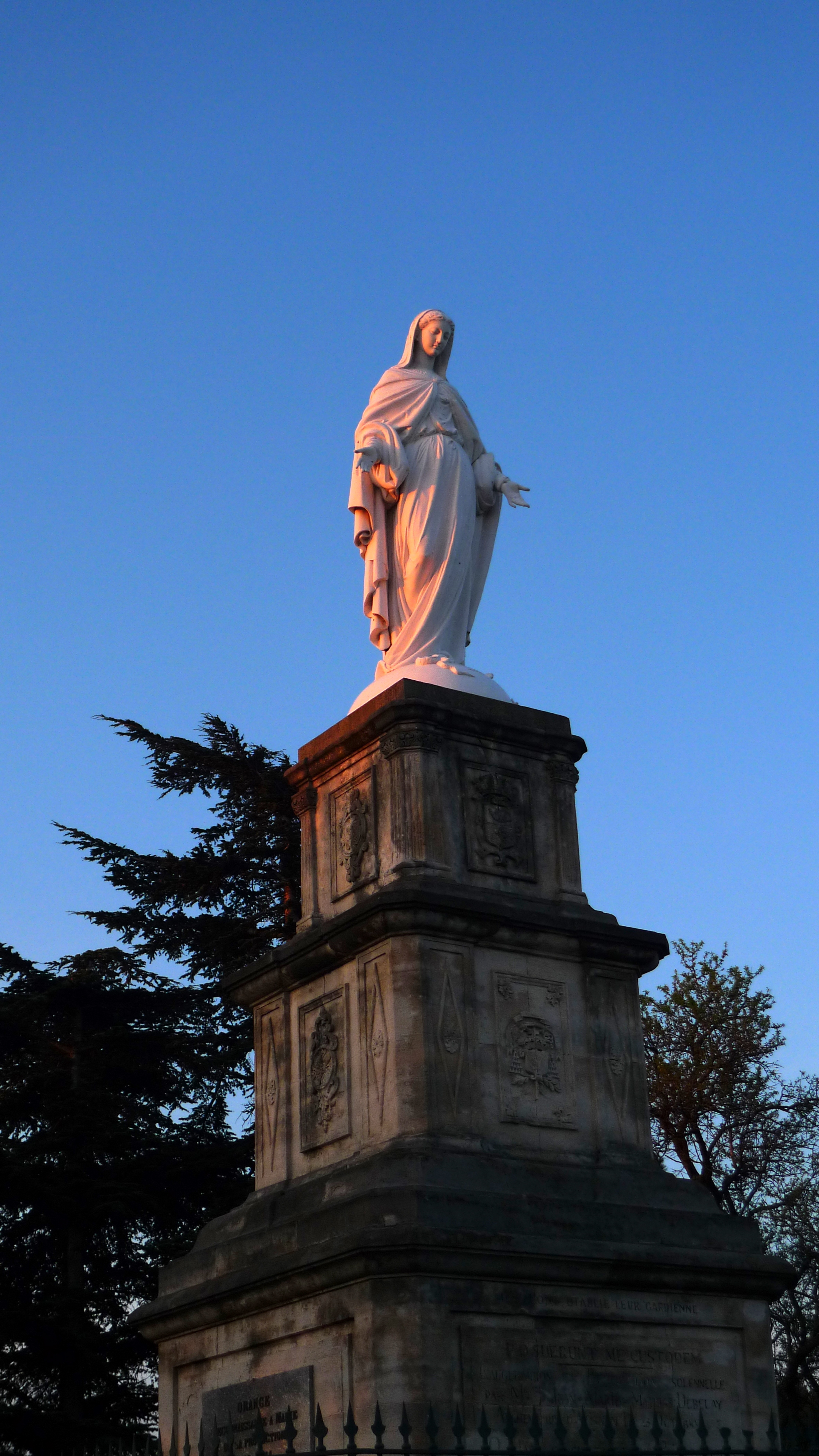
Statue de la Vierge.
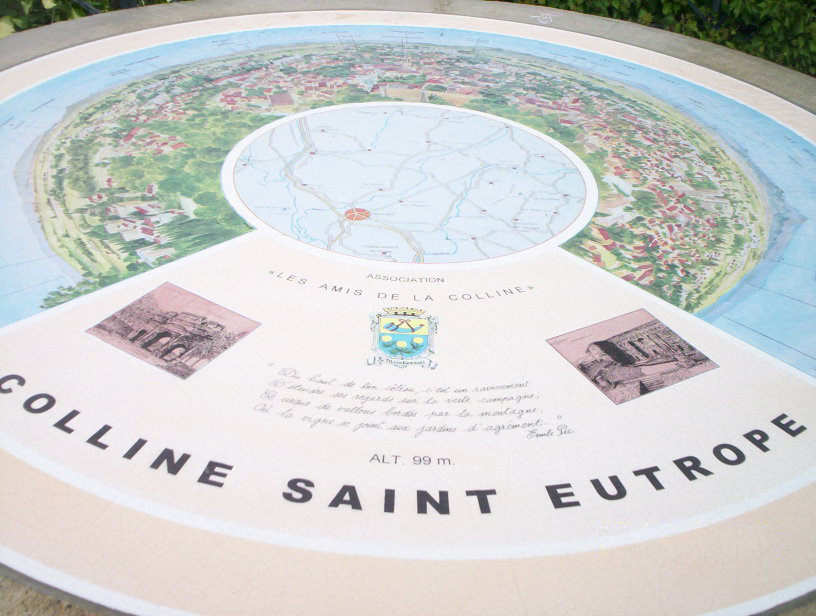
Table d'orientation.
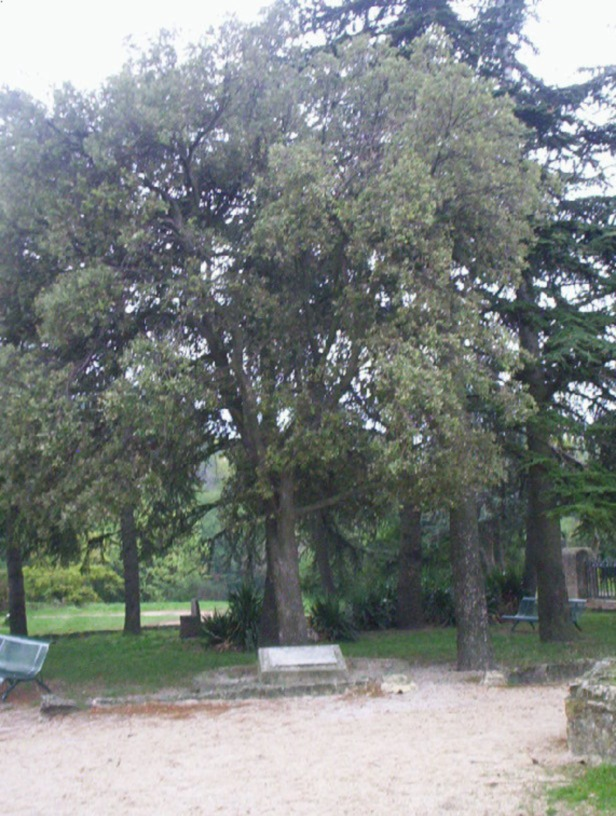
Chêne planté par la reine Juliana en 1952.
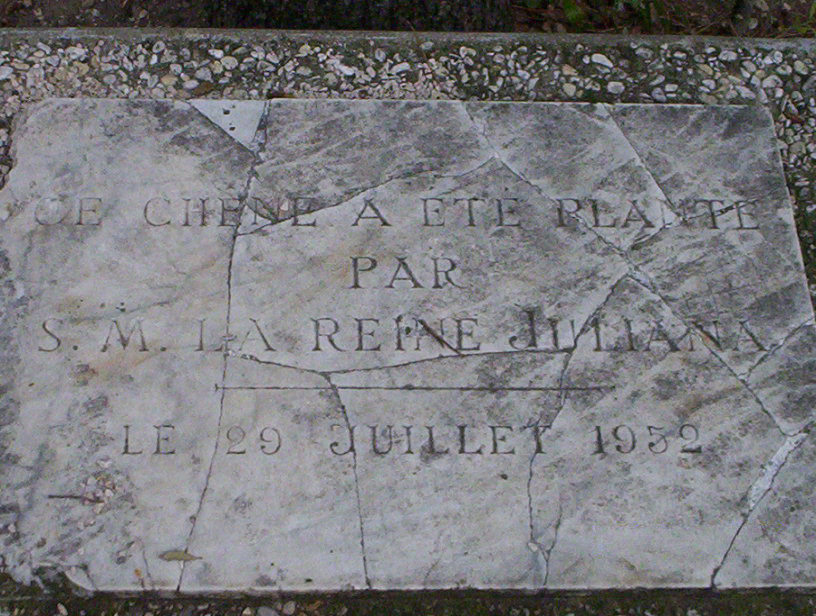
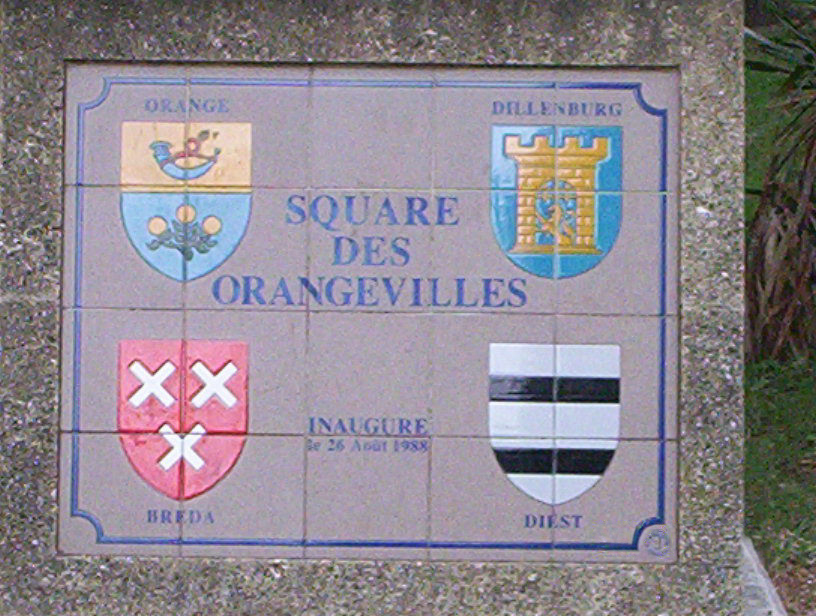

### Articlesconnexes
- Orange (Vaucluse)
- Théâtre antique d'Orange
- Liste des sites classés de Vaucluse